# Icius gyirongensis
Icius gyirongensis là một loài nhện trong họ Salticidae.
Loài này thuộc chi Icius. Icius gyirongensis được Hsen Hsu Hu miêu tả năm 2001.